# Flyboard

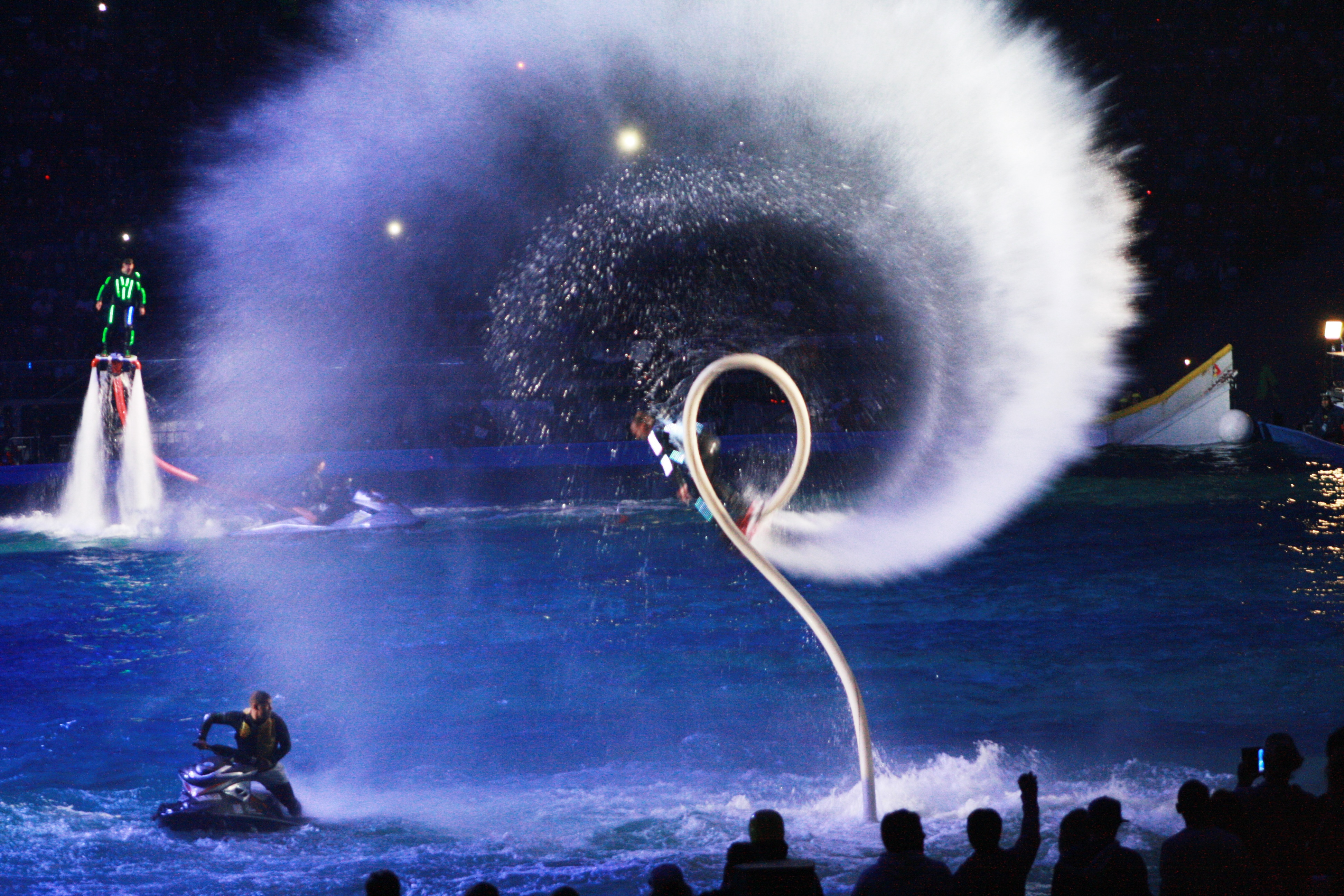
Acrobacia con flyboard

El flyboard es un tipo de tabla aerodeslizante que está conectada por una manguera larga a una moto acuática que hace posible manejar el flyboard en el aire o el agua para poder realizar un deporte que se conoce como flyboarding.  El agua es forzada a presión desde la moto acuática, a través de una manguera, hasta unas boquillas adosadas a unas botas que sostienen al piloto, las cuales proyectan chorros de agua a presión para realizar el momento de empuje, con esta disposición, y con el control del piloto sobre la orientación vectorial de los chorros de agua, se puede alcanzar una altura de hasta 15 metros en el aire o sumergirse de cabeza en el agua hasta 2,5 metros.
La versión más reciente propulsada por aire, logró un récord mundial Guinness para el vuelo más extenso por una aerotabla, sobrepasando los 2 kilómetros (2.252 metros) en abril de 2016. Conocido como Flyboard Air, según su inventor, permite un vuelo de hasta 10.000 pies de altura, con una velocidad máxima de 150 kmh, cuenta con 10 minutos de autonomía , y no tiene una manguera (pues es propulsado por gases mediante propulsión a chorro).

## Historia
El Flyboard fue inventado en otoño del 2012 por Franky Zapata. El diseño permite que el dispositivo salga del agua y sea estable en el aire. Esto se logró por la propulsión y la mano de estabilización bajo los pies. El Instituto nacional francés de la Propiedad Industrial otorgó a Zapata una patente para su invención.  El Flyboard fue objeto de una demanda de Jetlev competidor al que se dejó caer sin perjuicio de marzo de 2013. El Flyboard fue presentado al público por primera vez en la moto de agua Campeonato Mundial de 2012 en China. Desde que salió a la venta en 2012 ha vendido alrededor de 2500 unidades.
En la temporada 2015 de America got talent, un entusiasta de Flyboard llamado Damone Rippy realizó Flyboard como su acto en el programa.

## Información técnica
El Flyboard es un dispositivo que se adjunta a una moto acuática. 
Está diseñado de forma que la PWC sigue detrás de la pista del piloto, permitiendo al piloto múltiples grados de libertad, incluso permitiendo al piloto ir bajo el agua si así lo desean. El piloto sobre el Flyboard se asegura en fijaciones similares a una tabla de wakeboard y el piloto es lanzado desde los chorros de agua por debajo del equipo. El Flyboard es boyante para la seguridad,  permite al piloto descansar en el agua entre los paseos si la persona pasa a fatigarse. El uso de un dispositivo de flotación personal y el casco se consigue en los lugares de alquilar para nuestra seguridad para proteger un golpe en la cabeza en el caso de que el piloto se impacte con la moto acuática o estructuras fijas y para proteger los oídos de los daños y molestias de los golpes con el agua.
El dispositivo está controlado por una válvula reguladora en la moto acuática. El equipo se puede utilizar de dos modos: el primero requiere de dos personas, una para controlar el acelerador PWC que regula la potencia y la altura del piloto. El segundo modo se trata en un accesorio llamado Kit de Gestión Electrónica, que hace que el conductor controle el acelerador PWC.

## Competiciones
El primer Campeonato Mundial Flyboard tuvo lugar en Doha, Catar, en octubre de 2012.

## Películas
Por primera vez, un truco Flyboard fue hecho en una película de Hollywood por Hrithik Roshan en la película Bang Bang !.